# Língua edo
O edo, também chamado bini, é uma língua benue-congolesa falada no estado de Edo, na Nigéria. Conta com aproximadamente um milhão de falantes. O edo é a principal língua de um grupo de línguas e dialetos, geralmente designado sob o nome de línguas "edóides". As variantes desta forma principal são suficientemente homogêneas a ponto de serem mutuamente inteligíveis.

## Escrita
| A   | B   | D   | E   | Ẹ   | F   | G   | Gb   | Gh  | H   | I   | K   | Kh  | Kp   | L   | M   | Mw  | N   | O   | Ọ   | P   | R   | Rh  | Rr  | S   | T   | U   | V   | Vb  | W   | Y   | Z   |
| /a/ | /b/ | /d/ | /e/ | /ɛ/ | /f/ | /ɡ/ | /ɡb/ | /ɣ/ | /h/ | /i/ | /k/ | /x/ | /kp/ | /l/ | /m/ | /ʋ/ | /l/ | /o/ | /ɔ/ | /p/ | /ɹ/ | /ɹ̝̊/ | /ɹ̝/ | /s/ | /t/ | /u/ | /v/ | /ʋ/ | /w/ | /j/ | /z/ |